# لیمنیتیس
لیمنیتیس (باليونانية: Λιμνίτης)‏؛ (بالتركية: Yeşilırmak)‏ هي قرية ساحلية في منطقة تيليريا شمال غرب قبرص. تقع الأجزاء العلوية للقرية 20 متر فوق مستوى سطح البحر، لكن ليمنيتيس تمتد على طول الطريق حتى الشاطئ.
القرية تحت السيطرة القانونية لجمهورية قبرص. لكنها تحت السيطرة الفعلية لجمهورية شمال قبرص، التي تعترف تركيا فقط بسيادتها.

## تاريخ
تقع القرية على المنحدرات الشمالية الغربية لجبال ترودوس. المنطقة تظهر مظاهر واضحة على مستوطنات مبكرة. تقع أنقاض قصر فوني في مكان قريب، وتقع أطلال مدينة سولي أبعد قليلاً إلى الشرق.
بدأ الاستيطان الحديث في المنطقة في أوائل القرن التاسع عشر. استقرت عائلتان هنا. استقرت عائلة عثمان في زيروفونوس (بالتركية: Kurutepe)‏ واستقرت عائلة سليمان في السليمانية (بالتركية: Süleymaniye)‏.

## خطة عنان
دعت خطة عنان لقبرص إلى نقل هذه المنطقة إلى «دولة تأسيسية قبرصية يونانية» جديدة في اتحاد قبرصي جديد، مع السماح للسكان الأصليين بالاحتفاظ بمنازلهم. وقد رفضت هذه الخطة فيما بعد من قبل غالبية السكان القبارصة اليونانيين، ولا تزال المنطقة تحت السيطرة الفعلية لشمال قبرص.

## سكان
يبدو أن حجم السكان الأصليين للقرية متنازع عليه. وفقًا لأرقام الحكومة القبرصية، كان عدد سكان 1960 323 (315 تركيًا و8 يونانيًا)، وفي عام 1973، قدر عدد السكان بـ 396، جميعهم أتراك. وتقول مصادر تركية إن البلدة تضخمت إلى حوالي 1200 شخص بحلول عام 1968. تقدر المصادر التركية أن حوالي 2000 شخص من سكان المدينة يعيشون الآن في المملكة المتحدة و1500 آخرين يعيشون في أستراليا. في عام 2011، كان عدد سكان ليمنيتيس 458 نسمة.
الناس مزارعون. زراعة الفاكهة والخضروات وبيعها في الأسواق مصدر دخلهم الرئيسي وتشتهر القرية بالفراولة.

## روابط خارجية
- www.yesilirmak.net